# Stefanie Germann
Stefanie Judith Germann (* 23. Mai 1975 in Marburg) ist eine deutsche Journalistin. Sie arbeitet beim Südwestrundfunk (SWR) als multimediale Reporterin, Redakteurin und Moderatorin. Seit Januar 2023 ist sie eine ARD-Sprecherin.

## Leben
Stefanie Germann wuchs in der Pfalz auf. Nach dem Abitur in Neustadt an der Weinstraße studierte sie Germanistik, Publizistik, Filmwissenschaft und Kunstgeschichte in Mainz, Dijon und Göttingen. Sie absolvierte ein journalistisches Volontariat beim SWR und ist Absolventin des Qualifikationsstudiengangs am Institut für Moderation (imo) an der Hochschule der Medien in Stuttgart. Stefanie Germann ist verheiratet und hat zwei Söhne. Zwischen 2012 und 2017 lebte sie mit ihrer Familie in Los Angeles. Während ihrer Zeit in den USA arbeitete sie am J. Paul Getty Museum.

## Beruf
Germann absolvierte ihr Studium mit einem Magister Artium als Jahrgangsbeste und wurde wissenschaftliche Mitarbeiterin von Albrecht Schöne in Göttingen für den Faust-Kommentar. Wissenschaftliche Stationen waren unter anderem das Deutsche Filmmuseum in Frankfurt am Main, wo sie an der Stanley Kubrick-Retrospektive mitarbeitete, und sie war Lehrbeauftragte am Institut für Filmwissenschaft der Johannes Gutenberg-Universität Mainz.
Als Journalistin arbeitete Germann bei der Tageszeitung „Die Rheinpfalz“ und bei ZDF.online für die Sendungen „frontal“, „ML Mona Lisa“ und „Das literarische Quartett“. Später wechselte sie zu ARD.de, danach zur ARD Onlinekoordination.
Stefanie Germann arbeitete beim SWR-Hörfunk als Featureautorin, Reporterin und Redakteurin bei den Hörfunksendern SWR2 und SWR cont.ra. Später wechselte sie als Reporterin, Redakteurin und Chefin vom Dienst zum Fernsehen innerhalb der Multimedialen Aktualität. Sie gehört zum Moderationsteam der Fernsehnachrichten SWR Aktuell Baden-Württemberg und moderiert Sondersendungen bei Live-Ereignissen. Von 2019 bis 2021 war sie Anchor des politischen Live-Magazins Zur Sache Baden-Württemberg!
Sie ist außerdem als Trainerin in der Ausbildung der Volontäre aktiv und ist Dozentin an der Hochschule der Medien in Stuttgart.
Im Sommer 2021 verstärkte sie vertretungsweise das Team der ARD-Hörfunkkorrespondenten in Washington D.C.
Seit Januar 2023 ist sie für die Amtszeit des ARD-Vorsitzes durch den SWR-Intendanten Kai Gniffke ARD-Sprecherin.